# ملحون
الملحون هي كلمة عربية تشمل كل الشعر الشعبي المكتوب باللهجة المغربية سواء كان بدويًا أو حضريًا. ويعين حالة اللغة العربية المستخدمة للتعبير عن أشكال معينة من الشعر الديالكتيكي في المغرب .
يُعد الملحون فنًا شعريًا وإنشاديًا وغنائيًا متميزًا في المملكة المغربية، فهو تراث مكتنز يختزل مقومات الثقافة المغربية العربية الأندلسية ومظاهر حياتها الأصيلة. بالاضافة الى انه يعتبر  جزءًا من الفولكلور الموسيقي المغربي ويتميز بالأصالة والتراث الثقافي المغرب ويتخذ من اللهجة العامية أداته، ومن مضامين اللغة الفصحى بشعرها ونثرها، مادته التي تتلون مواضيعها بألوان التوسلات الإلهية، والمدائح النبوية، والربيعيات، والعشق، والهجاء، والرثاء.
وقد أعلنت وزارة الشباب والثقافة والتواصل المغربية أن اللجنة الحكومية الدولية لصون التراث الثقافي غير المادي لمنظمة اليونسكو، المنعقدة يوم الأربعاء 6 ديسمبر 2023 في إطار دورتها 18، بجمهورية بوتسوانا، وافقت على طلب المملكة المغربية المتعلق بإدراج فن الملحون في القائمة التمثيلية للتراث الثقافي غير المادي للبشرية.

## التاريخ
تطور الملحون في شكل أدبي لا يحترم بنية الشعر الكلاسيكي.
وفقًا لابن خلدون، يظهر أن أولى بواكير فن «الملحون» ظهرت في العهد الموحدي، حيث ولدت العديد من الإنتاجات المغاربية والأندلسية للزجل. نُقل الشكل الأساسي للملحون من قبل المداح وتوافق بالفعل بشكل جيد مع مهمة نشر المعلومات التي حددها الموحدون الأوائل لأنفسهم. من القرن الرابع عشر الميلادي إلى القرن التاسع عشر الميلادي، مع تقدم تعريب المغرب العربي، ظهر شعر شعبي في نوع من الكوينه العربية المغاربية، صاغها الشعراء المحليون.
في المغرب، حرك هذا الشعر الذي غنى باللهجة العربية أمسيات بدو تافيلالت. ثم صُدرت إلى المدن الملكية في القرن الثالث عشر الميلادي، ثم ارتبطت بالموسيقى العربية الأندلسية وعاشت عصرها الذهبي في القرن السادس عشر الميلادي، عندما افتتحت مدرسة الملحون الأولى في مكناس.
تعود أقدم نصوص هذا الشعر باللهجة العربية المغاربية إلى القرن السادس عشر الميلادي وتشكل تراثًا غير ملموس مهدد بالزوال. شعر الملحون هو شعر حي يقع في قاعدة فهرس العديد من الأنواع الموسيقية الشعبية البدوية والحضرية، وهو موجود في جميع البلدان المغاربية.

## الشكل
تشتمل قصيدة الملحون على كلام ينتظم، لكن في غير ضبط محكم لوحدة الوزن فيه والقافية.

### التقسيم
قصيدة الملحون تنقسم إلى خمسة أجزاء وهي:
1. المقدمة، أو السرابة وهي قطعة قصيرة.
2. الدخول، وهو شطر في استهلال القسم بدون عجز.
3. الحربة، وهي اللازمة، ويؤديها الشداشة وهم جماعة المغنين والعازفين.
4. الأقسام، وهي الأبيات المغناة.
5. الدريدكة، وتختم القصيدة وتنشد على إيقاع سريع

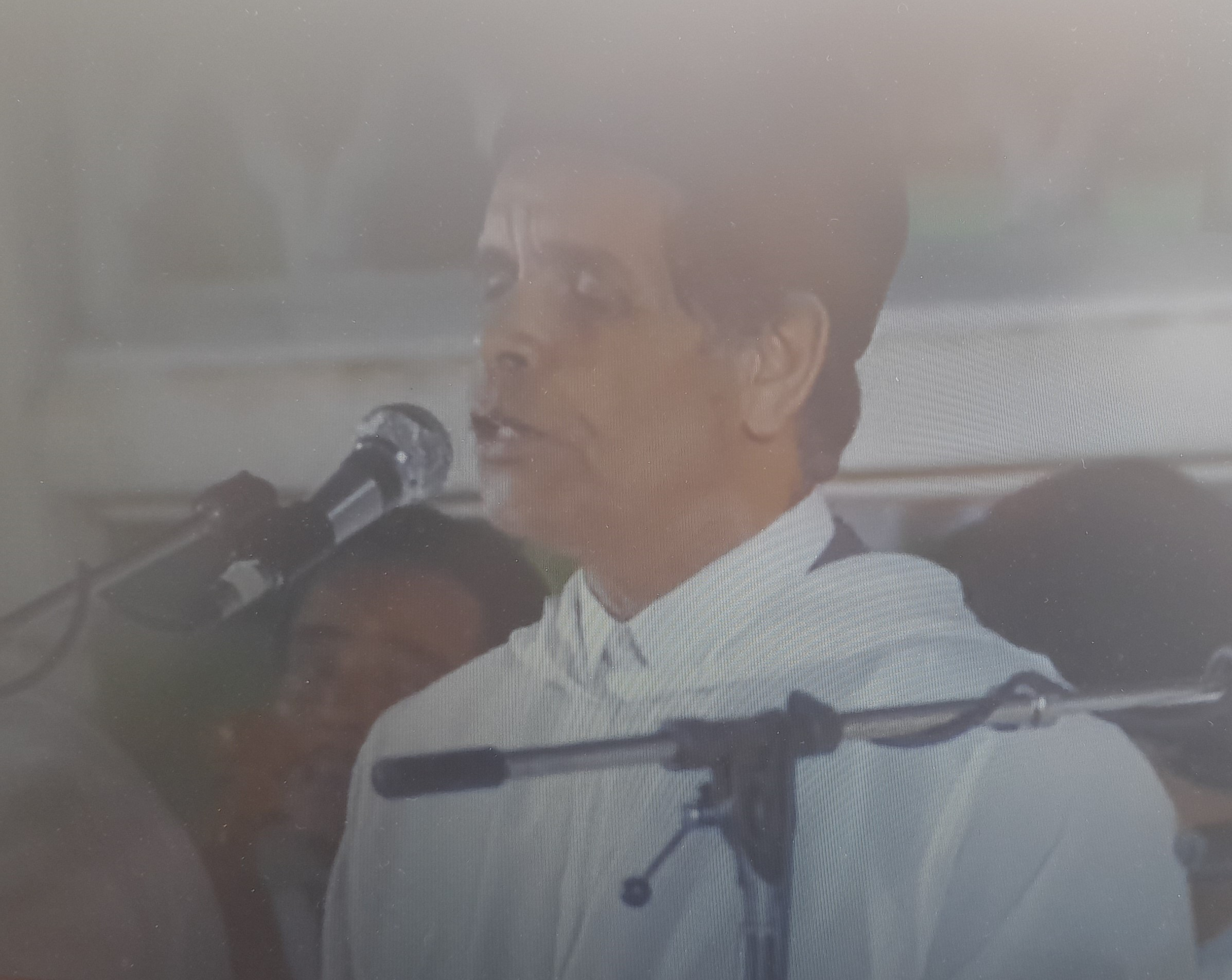
الحسين التولالي فنان ملحون مغربي، ويعتبر من أبرز من أدى قصائد الملحون خلال القرن العشرين بالمغرب الأقصى

### مثال

#### الحسين التولالي
ارحمي يا راحة العقل ترحامي …… من جفاك طال سقامي
كيف نبقى حاير و انت مسليه …… روفي يا لغزال فاطمة 
***
امولاتي والحب والهوى والعشق ونار الغرام
من حالت الصبا في عضايا قاموا
كل واحد دار مقامو
في مهجتي وضحى بحسامو مع سهامو
يطعن ويزيد بالجراح عدامي … في غراد هذ الدامي
غير ملكت عقلي بجمالها وغلقت عنوة باب المراحمة
***
امولاتي ما كان هكذا ظني يا بنت الكرام
تعذبي بغير سباب غلامك
بعدما اقبلت قدامك
بالقهر رعيت ذمامك من غرامك
ضاعت بجفاك الطويل ايامي … يا غرايبي وهيامي
لاش عاقبتني بالظلم بعدما طعتك وانت الظالمة
***
امولاتي شوفي بعين المحنة في هذ الغلام
افاطمة انت بالحال سليمة
حالتي بجفاك سقيمة
كيف نبقى منسي ديما بلا جريمة
واش انت اليوم سمعك صامي …جاوبي جواب كلامي
بغيتك تصفي ذاك القلب لاين انا عبدك وانت الحاكمة
***
امولاتي افاطمة تحييني غير بالكلام
ما جاء رسول ما قلت لي كلمة
واش ما في قلبك رحمة
يا اللي صلت بالحكمة وحبك ما
في وسط القلب زاد نار ضرامي … بردي الصهد الحامي
بالوصال والمصال لي في شفتك ذيك العذبية الناسمة
***
امولاتي امتى نشوف قدك يتمايس كعلام
منه الياس والريحان تعلم
الشعر غسيق مظلم
كغراب عليه مرصم وضياء عم
يلوح من الجبين نوره سامي … به كيزول غتامي
والحواجب نونين معرقين الشفار بغير مدام نايمة
***
امولاتي عينيك زوج كيسان من عتيق المدام
من ذاق منهم شي يصبح هايم
والعطر في الخد مناعم
ورد عكري تحت صوارم فاح ناسم
والمعطس طير طار به منامي … بين الورود نسامي
والسنان احسن من حب الغمام والجيد غزال خشى من الرما
***
امولاتي وانا دخيل جيدك جودي لي بالمرام
روض الرضا يفوح علي بنسيم
ساعة نرى وجهك الوسيم
افاطمة قبلي عبد خديم قالت الريم
قبلتك طول الحياة غلامي … لا تظن تبقى ظامي
شق نهدي حتى نهدي كيوس فحضرتك تطفي حرقة الظما
***
امولاتي خدي نفرشو بالشوق لدوك القدام
ونقولك افاطمة زطمي
يا لي داوتي جسمي
امري بالعز وحكمي ولا تحشمي
ونشوفك يا الباهية قدامي … الرقيب بصره عامي
والحسود في غفلة وانا معاك تحت خيام الليل المخيمة